# Roberto Ordoñez
Roberto Javier Ordoñez Ayoví (Guayaquil, 4 maggio 1985) è un calciatore ecuadoriano, attaccante dei Cuenca Juniors.